# Soin du visage
 (avril 2025).

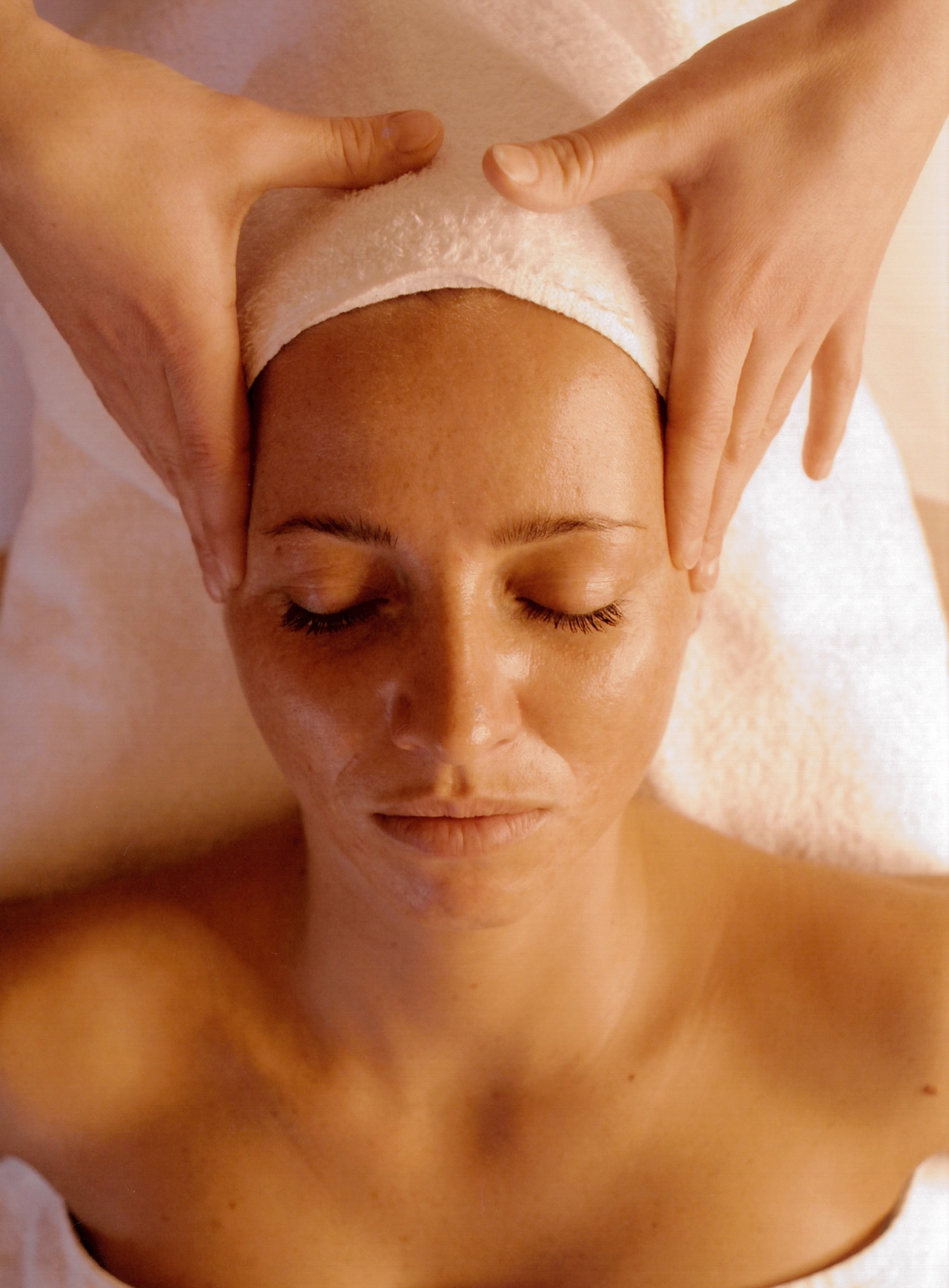
Application d'un produit cosmétique sur le visage.

Un soin du visage est un soin du corps destiné à préserver la propreté du visage (nettoyage par un pain dermatologique, un lait de toilette ou une émulsion nettoyante, gommage), à l'embellir (maquillage, épilation), le raffermir (tonique, massage), le tonifier ou le régénérer (masque, peeling),. 
Il s'adresse aussi bien à la peau qu'aux muqueuses (lèvres) et aux phanères (cil, sourcil, cheveu).
Dans les sociétés occidentales, les soins aux cheveux représentent chez la femme la première source d’investissement financier dans les soins liés au visage.